# 365 Dywizja Piechoty (III Rzesza)
365 Dywizja Piechoty (niem. 365. Infanterie-Division) – niemiecka dywizja z czasów II wojny światowej, sformowana w rejonie Tarnowa na mocy rozkazu z 10 marca 1940 roku, w 9. fali mobilizacyjnej przez V Okręg Wojskowy.

## Struktura organizacyjna
- Struktura organizacyjna w marcu 1940 roku:

647., 648. i 649. pułk piechoty, 365. bateria artylerii, 365. szwadron rowerzystów, 365. kompania łączności;
- Struktura organizacyjna w czerwcu 1940 roku:

647., 648. i 649. pułk piechoty, 365. pułk artylerii, 365. szwadron rowerzystów, 365. kompania łączności;

## Dowódcy dywizji
- Generalmajor Haase 10 III 1940 – 1 VIII 1940;
- Generalmajor Claus Kühl 1 III 1945 – 1 V 1945;

## Szlak bojowy
Dywizja pełniła służbę okupacyjna w rejonie Tarnowa. W lipcu 1940 roku została zluzowana i przetransporowana do Niemiec. Po zakończeniu kampanii na zachodzie, rozwiązana rozkazem z dnia 1 sierpnia 1940 roku.